# Kritisches Journal der Philosophie
Kritisches Journal der Philosophie var en tyskspråkig filosofisk tidskrift som utgavs av de tyska filosoferna Friedrich Hegel och Friedrich von Schelling på Johann Friedrich Cottas förlag i Tübingen. Kritisches Journal der Philosophie utkom åren 1802–1803 med sammanlagt sex nummer och var ett organ för Hegels och Schellings gemensamma filosofiska uppfattningar.

## Ur innehållet
- Hegel: Über das Wesen der philosophischen Kritik überhaupt und ihr Verhältnis zum gegenwärtigen Zustand der Philosophie insbesondere
- Schelling: Über das absolute Identitätssystem und sein Verhältnis zu dem neuesten (Reinholdischen) Dualismus
- Hegel: Wie der gemeine Menschenverstand die Philosophie nehme – dargestellt an den Werken des Herrn Krug
- Notizenblatt: Besonderer Zweck des Blatts; Ein Brief von Zettel an Squenz
- Hegel: Verhältnis des Skeptizismus zur Philosophie, Darstellung seiner verschiedenen Modifikationen und Vergleichung des neuesten mit dem alten
- Schelling: Rückert und Weiß oder die Philosophie, zu der es keines Denkens und Wissens bedarf
- Notizenblatt: Neue Entdeckung über die Fichte'sche Philosophie; (und anderes)
- Schelling: Über das Verhältnis der Naturphilosophie zur Philosophie überhaupt
- Schelling: Über die Konstruktion in der Philosophie
- Schelling: Anzeige einiger die Naturphilosophie betreffenden Schriften
- Notizenblatt: Notiz von Herrn Villers Versuchen, die Kantische Philosophie in Frankreich einzuführen; Göttingen: Logik und allgemeine Encyclopädie von Hrn. Wildt; Vorschlag einer künftigen Anzeige der philosophischen Werke des Hrn. Boutterweck; Einleitung in die dynam. Physiologie
- Hegel: Glauben und Wissen oder die Reflexionsphilosophie der Subjektivität, in der Vollständigkeit ihrer Formen, als Kantische, Jacobische und Fichtesche Philosophie
- Hegel: Über die wissenschaftlichen Behandlungsarten des Naturrechts, seine Stelle in der praktischen Philosophie und sein Verhältnis zu den positiven Rechtswissenschaften
- Hegel: Naturrecht
- Schelling: Über Dante in philosophischer Beziehung
- Schelling: Anhang zum Dante-Aufsatz
- Schelling: Anzeige einiger die Naturphilophie betreffenden Schriften (Fortsetzung)